# Tomoyasu Naito
Tomoyasu Naito (内藤 友康 Naitō Tomoyasu?, nacido el 11 de septiembre de 1986 en Yokosuka, Kanagawa) es un futbolista japonés que se desempeña como guardameta.

## Trayectoria

### Clubes
| Club                 | País  | Año         |
| -------------------- | ----- | ----------- |
| Nagoya Grampus Eight | Japón | 2005 - 2006 |
| Avispa Fukuoka       | Japón | 2007        |
| Montedio Yamagata    | Japón | 2008        |
| Fukushima United FC  | Japón | 2009 - 2016 |

## Estadística de carrera

### J. League
| Club                 | Año   | J. League | J. League | Copa J. League | Copa J. League | Total | Total |
| Club                 | Año   | Part.     | Goles     | Part.          | Goles          | Part. | Goles |
| -------------------- | ----- | --------- | --------- | -------------- | -------------- | ----- | ----- |
| Nagoya Grampus Eight | 2005  | 0         | 0         | 0              | 0              | 0     | 0     |
| Nagoya Grampus Eight | 2006  | 0         | 0         | 0              | 0              | 0     | 0     |
| Avispa Fukuoka       | 2007  | 0         | 0         | -              | -              | 0     | 0     |
| Montedio Yamagata    | 2008  | 0         | 0         | -              | -              | 0     | 0     |
| Fukushima United FC  | 2014  | 11        | 0         | -              | -              | 11    | 0     |
| Fukushima United FC  | 2015  | 10        | 0         | -              | -              | 10    | 0     |
| Fukushima United FC  | 2016  | 7         | 0         | -              | -              | 7     | 0     |
| Fukushima United FC  | 2017  | 25        | 0         | -              | -              | 25    | 0     |
| Total                | Total | 53        | 0         | 0              | 0              | 53    | 0     |